# 叶毓山
叶毓山（1935年6月2日—2017年1月7日），四川德阳人，中国雕塑家，四川美术学院名誉院长。

## 生平
1935年出生在四川德阳，1956年毕业于四川美术学院并留校任教。1963年毕业于中央美术学院雕塑系。1978年任四川美术学院副院长，1983年担任四川美术学院院长。1994年卸任院长一职，改任四川省文化厅艺术委员会主任，四川省美协副主席，四川美术学院荣誉院长。
2017年1月7日，在成都逝世，享年81岁。

## 出版作品
- 《叶毓山雕塑作品选集》，四川美术出版社出版，1986年
- 《叶毓山雕塑明信片》，重庆美术出版社出版，1988年
- 《歌乐山烈士群雕》专辑，重庆美术出版社出版，1991年
- 《叶毓山新作介绍》，重庆出版社出版，1993年